# Uta palmeri
Uta palmeri är en ödleart som beskrevs av  Leonhard Hess Stejneger 1890. Uta palmeri ingår i släktet Uta och familjen Phrynosomatidae. Inga underarter finns listade i Catalogue of Life.
Denna ödla förekommer endemsik på ön San Pedro Martir i Californiaviken. Ön är glest täckt med växtlighet. I samma område hittas blåfotad sula. Ödlan livnär sig av insekter som hittas på fåglarnas avföring och av fiskrester samt några växter. Honor lägger ägg.
För beståndet är inga hot kända men ön är mycket begränsad. IUCN kategoriserar arten globalt som sårbar.